# Emiliano Zapata (Bella Vista)
Emiliano Zapata es una localidad del estado mexicano de Chiapas. Es parte del municipio de Bella Vista.

## Toponimia
El nombre de la localidad rinde homenaje a Emiliano Zapata, héroe de la Revolución mexicana.

## Demografía
| Gráfica de evolución demográfica |
|                                  |

| Censo | Población |
| ----- | --------- |
| 1910  | 89        |
| 1921  | 200       |
| 1930  | 210       |
| 1940  | 305       |
| 1950  | 333       |
| 1960  | 584       |
| 1970  | 607       |
| 1980  | 748       |
| 1990  | 1 091     |
| 2000  | 1 185     |
| 2010  | 1 232     |
| 2020  | 1 306     |